# Blooming Grove (Texas)
Blooming Grove város az USA Texas államában, Navarro megyében. Lakosainak száma 857 fő (2020. április 1.).

## Népesség
A település népességének változása:
| Lakosok száma | 833  | 821  | 857  |
|               | 2000 | 2010 | 2020 |